# Hessisches Polizeipräsidium für Technik
Das Hessische Polizeipräsidium für Technik (HPT) (vormals Präsidium für Technik, Logistik und Verwaltung, PTLV) ist die zentrale hessische Polizeibehörde für Ausstattung und Beschaffung der hessischen Polizei, darunter Informations-, Kommunikations-, Fahrzeug-, Waffen- und sonstige Einsatztechnik sowie Dienstbekleidung. Das Präsidium hat seinen Sitz im Europaviertel in Wiesbaden und ist im Rahmen der Polizeiorganisationsreform im Jahr 2001 hervorgegangen aus dem aufgelösten Hessischen Polizeiverwaltungsamt (vormals Wirtschaftsverwaltungsamt der hessischen Polizei), aus der IT-Abteilung des Hessischen Landeskriminalamtes und aus Teilen des ebenfalls aufgelösten Hessischen Polizeiverkehrsamtes (HPVkA).

## Aufgaben
Das Präsidium ist verantwortlich für
- die Erarbeitung und Umsetzung von technische Standards und als zentrale Beschaffungsstelle für die technische Ausstattung, insbesondere
  - der Mobilität und des Flottenmanagements der hessischen Polizei auf der Straße, auf dem Wasser und in der Luft
  - der Dienstbekleidung (auch für die Justizbehörden)
  - der Ausrüstung (Waffen, Munition, Gerät)
- die Funktion des Abfall- und Gefahrgutbeauftragten der hessischen Polizei, auch für Kosten und Forderungen als Koordinierungs-, Kompetenz- bzw. Beratungsstelle in Angelegenheiten der Abfallentsorgung und des Gefahrguttransportes und Koordinierungsstelle für Grundsatzfragen des Arbeitsschutzes der hessischen Polizei
- das kaufmännische Rechnungswesen
- die Koordination, Überwachung und die operative Umsetzung der Vorgaben der Informations- und Kommunikationstechnik-Sicherheit, damit für den Betrieb und die technische/taktische Betreuung des polizeilichen und nichtpolizeilichen hessischen BOS-Digitalfunks und autorisierte Landesbetriebsstelle Digitalfunk (LBD) für den landesweiten Betrieb
- die Planung und Bedarfsermittlung sowie die Durchführung von Projekten, die die Betreuung und Weiterentwicklung der fachlichen Anwendungen für die Bauplanungskoordination bei Neubau-, Umbau- oder Sanierungsmaßnahmen umfassen, auch für die Koordination zwischen dem Landesbetrieb Bau und Immobilien Hessen und den hessischen Polizeibehörden
- die Produktberatung für polizeiliche Anwendungen
- die technische Koordination der hessischen Callcenter und den Betrieb des eigenen Callcenters
- die Verwertung von Asservatwaffen, auch für die Waffenbehörden (Landrats- und Ordnungsämter) sowie Justizbehörden.

## Organisation
Mit diesen Aufgaben übt das HPT über die dem Landespolizeipräsidium nachgeordneten Polizeipräsidien die Fachaufsicht bezüglich der Informations- und Kommunikationssysteme sowie der technischen Ausstattung aus und kann in diesem Rahmen die erforderlichen Weisungen auch für den Einzelfall erteilen. Beim HPT mit Hauptsitz in 65197 Wiesbaden, Willy-Brandt-Allee 20, sind ca. 480 Personen beschäftigt. Es handelt sich dabei um eine aufgabenbezogene personelle Mischung aus Fach- und Verwaltungsbeamtinnen und -beamten, Polizeibeamtinnen und -beamten sowie Tarifbeschäftigten. Die Polizeibeamtinnen und -beamten kommen sowohl aus der Schutz- als auch aus der Kriminalpolizei. Frank von der Au ist seit März 2023 Präsident des Präsidiums, er folgte auf Karl-Heinz Reinstädt, der von September 2016 bis Juli 2022 das Amt leitete.
Das HPT ist strukturiert in
- Präsident und Vizepräsident mit Präsidialbüro
- Abteilung 1: Verwaltung
- Abteilung 2: Ausstattung/Sonderzuständigkeiten
- Abteilung 3: Polizeiliche Informations- und Kommunikationstechnik
- Abteilung 4: BOS-Funk Hessen
- INNOVATION HUB 110

### Abteilung 1 – Verwaltung
Die Abteilung 1 gliedert sich in Hauptsachgebiete mit nachgeordneten Sachgebieten
- 11 – Justiziariat
- 12 – Beschaffung
  - 121 – Vergabemanagement
  - 122 – Vertragsmanagement
  - 123 – Kompetenzstelle Beschaffung
- 13 – Rechnungswesen
  - 132 – Internes Rechnungswesen
- 14 – Forderungen
  - 141 – Zivilrechtliche Forderungen
  - 142 – Öffentlich-rechtliche Forderungen
- 15 – Personal/Innere Verwaltung
  - 151 – Personalangelegenheiten
  - 152 – Innere Verwaltung
  - 153 – Personalgewinnung/-entwicklung

- Geschäftsstelle Gesundheit

#### Justiziariat
Das Justiziariat berät die Behördenleitung, die Abteilungen und die Hauptsachgebiete in sämtlichen rechtlichen Fragestellungen, insbesondere bei Verwaltungskosten- und Schadenersatzangelegenheiten, Vertragsangelegenheiten der Behörde sowie arbeits- und dienstrechtlichen Fragestellungen. Des Weiteren nimmt das Justiziariat die außergerichtliche und gerichtliche Vertretung der Behörde nach außen wahr. Es führt außerdem rechtliche Bewertungen durch und bereitet Stellungnahmen der Behörde zu Entwürfen von Rechtsvorschriften, Dienstanweisungen oder sonstigen rechtlichen Fragestellungen vor. Darüber hinaus werden im Justiziariat Sachverhalte in Zusammenhang mit Fragen des Sponsorings bewertet.

#### Beschaffung
Das Beschaffungswesen steht im Fokus aller HPT-Abteilungen. Während die Fachabteilungen unter anderem dafür zuständig sind, die polizeilichen Standards festzulegen und umzusetzen, ist das Beschaffungswesen als eine von drei Zentralen Beschaffungsstellen (ZBSt) des Landes Hessen für die vergaberechtliche Durchführung aller polizeilichen Beschaffungsvorhaben zuständig (§ 95 Abs. 1 HSOG). Auch die Bekleidungsbeschaffung der hessischen Justiz wird zusammen mit dem Hauptsachgebiet 21 – Bekleidung übernommen. Das Beschaffungswesen berät und unterstützt die Polizeibehörden im Sinne einer Querschnittseinheit zu allen Fragen des Vergabe- und des Vertragsrechts. Das stellt sicher, dass die für eine funktionsfähige Polizei notwendigen Beschaffungen effizient, zeitnah und rechtskonform durchgeführt werden können. Auch ein großer Teil der Bestellabwicklung für die gesamte hessische Polizei erfolgt hier. Die dafür notwendige Spezialisierung ist gewährleistet durch die Aufteilung in die drei Sachgebiete „Vergabemanagement“, „Vertragsmanagement“ und „Kompetenzstelle Beschaffung“.

#### Rechnungswesen
Das Land Hessen hat sich in seiner Landeshaushaltsordnung selbst verpflichtet, über seine Einnahmen und Ausgaben wie ein ordentlicher Kaufmann/Unternehmen mit einer Buchführung in Sinne des HGB Rechenschaft abzulegen. Das Hauptsachgebiet 13 nimmt die Fachaufsicht über das kaufmännische Rechnungswesen aller hessischen Polizeibehörden wahr. Die Abgabe von Steuererklärungen, die Erstellung der Bilanz, die Betreuung des elektronischen kreditorischen Rechnungs-Workflows und die Koordination der Haushaltsaufstellung sind weitere Aufgaben mit polizeibehördenübergreifendem Charakter. Eine weitere Aufgabe ist die kaufmännische Buchführung zuständig. Die Tätigkeiten übernimmt ein Team aus Diplom-Kaufleuten, Diplom-Betriebswirten, Steuer- und Verwaltungsfachwirten sowie Verwaltungsbeamten und -angestellten.

#### Öffentlich-rechtliche und zivilrechtliche Forderungen
Das Hauptsachgebiet 14 besteht aus den Sachgebieten 141 – Zivilrechtliche Forderungen und 142 – Öffentlich-rechtliche Forderungen. Ersteres befasst sich mit der Prüfung und Durchsetzung zivilrechtlicher Polizei-Forderungen des Landes, beruhend auf Dienstunfällen und außerdienstlichen Unfällen von Polizeibeamten, Sachbeschädigung von Landeseigentum und Unfällen beihilfefähiger Angehöriger nach § 823 Bürgerliches Gesetzbuch (BGB) und anderen Rechtsgrundlagen. Die Zuständigkeit erstreckt sich über die Haftungsprüfung, die Geltendmachung der Forderung bis hin zur zwangsweisen Durchsetzung der Forderungen im Wege der Zwangsvollstreckung oder Zivilklage. Das bedeutet, dass unabhängig von der Einleitung strafrechtlicher Verfahren hier die Schadensverursacher zur Rechenschaft gezogen werden. So geht neben der Regulierung des dem Land Hessen tatsächlich entstandenen Schadens auch eine Signalwirkung aus: Sowohl dem Bürger als auch den Bediensteten der hessischen Polizei wird deutlich vor Augen geführt, dass die widerrechtliche Verletzung der Rechtsgüter von Polizeibeamten (und ihren Angehörigen) oder von Eigentum des Landes Hessen nicht folgenlos bleibt.
Im Sachgebiet 142 werden Kosten polizeilicher Maßnahmen nach dem Hessischen Gesetz über die öffentliche Sicherheit und Ordnung (HSOG) sowie nach anderen Vorschriften des Verwaltungskostenrechts für Amtshandlungen der Polizei geprüft und durchgesetzt. So trägt der Bürger unter anderem Einsatzkosten, die aufgrund einer Falschalarmierung der Alarmanlage zu einem Polizeieinsatz führte. Wer zur Ausnüchterung dem Polizeigewahrsam zugeführt werden muss oder eine Gefahrenlage oder Straftat vortäuscht, haftet ebenso für die Einsatzkosten als „Verhaltensstörer“. Werden mobile Halteverbotsschilder missachtet oder sonstige Gefahrensituationen im Straßenverkehr herbeigeführt, die zu einer polizeilich veranlassten Abschleppmaßnahme führen, so sind diese Kosten der eigentlich verantwortlichen Person unmittelbar aufzuerlegen. Umfangreiche vorsätzlich herbeigeführte Suchmaßnahmen bleiben ebenfalls nicht folgenlos und führen in der Regel zu einem Kostenbescheid. Darüber hinaus können Amtshandlungen der Polizei wie Auskünfte, Gewährung von Akteneinsicht sowie die Widerspruchsbearbeitung nach dem Verwaltungskostenverzeichnis zur Allgemeinen Verwaltungskostenordnung (AllgVwKostVerz.) kostenpflichtig sein.
Die überwiegenden kostenpflichtigen Polizeieinsätze sind unter der Hauptgruppe 5 des Verwaltungskostenverzeichnisses zur Verwaltungskostenordnung für den Geschäftsbereich des Hessischen Ministeriums des Innern und für Sport (VwKostVerz-MdIS) geregelt.

#### Personal/Innere Verwaltung
Das Hauptsachgebiet 15 untergliedert sich in drei Sachgebiete mit jeweils unterschiedlichen Aufgabenschwerpunkten. Dem Sachgebiet 151 – Personal obliegt die personalrechtliche Betreuung der HPT-Beschäftigten, die sich aus Tarifbeschäftigten, Verwaltungsbeamten sowie Polizeivollzugsbeamten zusammensetzt. Des Weiteren ist hier das Stellenplanmanagement angesiedelt. Die Vielfalt der Mitarbeiterstruktur bedingt ein breites Aufgabengebiet vom Einstellungsverfahren bis zur Beendigung des Arbeitsverhältnisses und von der ersten Ernennung bis zur Versetzung der Beamten in den Ruhestand. Vorgelagert sind stets Auswahlverfahren mit Auswahlgesprächen. Für die Tarifbeschäftigten ist es erforderlich, Stellenbeschreibungen und -bewertungen zu erstellen. Die daraus resultierenden Stellenausschreibungen werden über Medien und digitale Plattformen („E-Recruiting“) veröffentlicht und das Auswahlverfahren nimmt seinen Lauf. Nach Auswahlgesprächen und -entscheidung werden Arbeitsverträge unter Einhaltung des Tarif- und Eingruppierungsrechts gefertigt. Für die Beamtenstellen gibt es ebenfalls Stellenausschreibungen, um mittels Auswahlverfahren mit Auswahlgesprächen Beamte (Polizeivollzugs- oder Verwaltungsbeamte) unter anderem im Rahmen einer Abordnung mit dem Ziel der Versetzung an das HPT zu binden.
Das Sachgebiet 152 – Innere Verwaltung ist als zentrale Anlaufstelle für die Regelungen und den Ablauf des inneren Dienstbetriebs unter anderem zuständig für das Erstellen, Verwalten und Fortschreiben der HPT-Dienstanweisungen, die Umsetzung von Organisationsänderungen, das Anpassen des Geschäftsverteilungsplans und die erforderlichen administrativen Maßnahmen im Zusammenhang mit Personalveränderungen (zum Beispiel Neueinstellungen, Versetzungen, Umsetzungen). Zum Sachgebiet gehört auch die Poststelle. Ihre Beschäftigten nehmen unter anderem die interne Postverteilung vor und führen Post- und Kurierfahrten zu den HPT-Außenstellen sowie zu anderen Behörden durch. Zu den weiteren Aufgaben des Sachgebiets gehören die Abrechnung von Reise- und Umzugskosten sowie Trennungsgeld, die Aktualisierung und Überwachung der turnusmäßigen Belehrungen sowie das Verfassen von Nachrufen.
Das Sachgebiet 153 – Personalgewinnung/-entwicklung ist verantwortlich für die Organisation der Aus- und Fortbildung mit dem Ziel, qualifiziertes Personal zu gewinnen und vorhandenes Personal anhand von Konzepten weiterzuentwickeln.
Die Fortbildungsveranstaltungen setzen sich aus polizeiinternen, ressortübergreifenden sowie Schulungsangeboten externer Anbieter zusammen. Um Mitarbeiter gezielt zu qualifizieren und an das HPT zu binden, werden auch Fortbildungslehrgänge zum Verwaltungsfachwirt angeboten. Darüber hinaus ist das Sachgebiet zuständig für die Auswahl, Einstellung und Betreuung der Auszubildenden, Anwärter und so genannte FOS-Praktikanten (kommend von einer Fachoberschule). Zu den weiteren Aufgaben des Sachgebiets gehören Überwachung der Haushaltsmittel für Aus- und Fortbildungsmaßnahmen, die Koordination und Durchführung von Schülerpraktika sowie die Koordination der Ausbildung von Rechtsreferendaren in der Verwaltungsstation im Rahmen des juristischen Vorbereitungsdienstes.

#### Geschäftsstelle Gesundheit
Die Geschäftsstelle Gesundheit untergliedert sich in verschiedene Aufgabenschwerpunkte: Die betriebliche Gesundheitsförderung (BGF) plant, organisiert und führt Angebote der Gesundheitsförderung, zum Beispiel in Form von Kursen, Vorträgen oder Veranstaltungen, durch. Ergänzt wird dies durch Sportangebote für die Beschäftigten mit Auswahl und Ausbildung von Übungsleitern. Im Bereich Familie und Beruf werden die Voraussetzungen für die Vorgaben des Gütesiegels familienfreundlicher Arbeitgeber Land Hessen umgesetzt (Vereinbarung von Familie und Beruf, Homeoffice, Teilzeitregelungen). Darüber hinaus erfolgt hier das Fehlzeitenmanagement (Unterstützung der Beschäftigten zur Vermeidung von Fehlzeiten). Weitere Aufgaben liegen bei Arbeitsschutz, Arbeitsmedizin (medical), Gefahrgut und Abfall und Gefahrstoffe. Arbeitsschutz und Arbeitsmedizin beschäftigen sich unter anderem mit der Unfallverhütung, dem Gesundheitsschutz sowie dem sozialen Arbeitsschutz für besondere Gruppen. Im Bereich Gefahrgut, Abfall und Gefahrstoffe wird auf die Einhaltung bestehenden Rechtsvorschriften, zum Beispiel für den Transport, die Lagerung und Entsorgung geachtet und kontrolliert. Dazu führt der Verantwortliche im HPT regelmäßig Beratungen und Begehungen in den hessischen Polizeibehörden durch.
Die dezentrale Führungskräftefortbildung plant und führt die Fortbildung für die Beschäftigten des HPT in Form von Workshops und anderen Lehrveranstaltungen durch. Darüber hinaus erfolgt hier die Weiterentwicklung und Anpassung von Fortbildungsthemen und -inhalten. Das Betriebliches Eingliederungsmanagement (BEM) entwickelt Verfahren zur Erhaltung oder Wiederherstellung und Förderung der Arbeitsfähigkeit der Beschäftigten des HPT und setzt diese um. Ziel des BEM ist es festzustellen, warum es zu den gesundheitlichen Ausfallzeiten gekommen ist und Veränderungsprozesse in der Organisationseinheit zur Verringerung der Ausfallzeiten (zum Beispiel Arbeitsumfeld, bisherige Tätigkeiten, Umsetzung) zu erarbeiten.

### Abteilung 2 – Ausstattung/Sonderzuständigkeiten
Die Abteilung 2 ist als Zentralstelle unter anderem zuständig für die Beschaffung von Dienstbekleidung, Dienst-Kfz sowie Waffen und sonstigen Ausrüstungsgegenständen und gliedert sich in Hauptsachgebiete und Sachgebiete wie folgt:
- 21 – Bekleidung
  - 211 – Bekleidungskonzeption/Bekleidungskonten
  - 212 – Sonderbekleidung

Das Hauptsachgebiet 21 ist verantwortlich für die Beschaffung und Sicherstellung der Verfügbarkeit der Dienst-, Sport- und Sonderbekleidung für die hessische Polizei sowie der so genannten Pandemieware. Des Weiteren ist es zuständig für die Verwaltung von rund 18.000 Bekleidungskonten der Polizeibeschäftigten in Hessen. Es gewährleistet ihre bedarfsorientierte Ausstattung für die Einsatzlagen, den Streifendienst und den repräsentativen Außen- und Innendienst. Zudem ist es für die Qualitätssicherung, Innovation im Bereich der Schutzausstattung und Uniform verantwortlich. Das HSG 21 setzt sich aus Polizeibeamten/-innen, Verwaltungsbeamten/-innen und Fachpersonal (Ingenieure/-innen sowie Bekleidungstechniker/-innen) aus der Textil- und Bekleidungsindustrie zusammen. Das deckt die Prozesse – Entwicklung, Produktmanagement, Beschaffung, Qualitätssicherung, Logistik und Distribution – des gesamten polizeispezifischen Produktsortiments bestmöglich unter einem Dach ab.
- 22 – Fahrzeugwesen[11]
  - 221 – Fahrzeugkonzeption
  - 222 – Fahrzeugmanagement
  - 223 – Fahrzeugausbau
  - 224 – Sonderwerkstatt

Das Hauptsachgebiet 22 ist dafür verantwortlich, die rund 4.000 Fahrzeuge umfassende hessische Polizeiflotte nachhaltig und effizient auf dem aktuellen Stand zu halten. Neben dem polizeitaktischen und technischen Wissen sind hierfür hohe Kompetenzen in Vergabe-, Haushalts- und Zulassungsrecht notwendig. Aufgrund der Vielfalt an unterschiedlichen polizeilichen Anforderungen gilt der hessische Fuhrpark als einer der modernsten Polizeiflotten Deutschlands. Um eine hohe Nutzerakzeptanz und die hochwertige technische Qualität zu gewährleisten, versehen hier Experten wie Ingenieure, Elektrotechniker, Kfz-Meister, Mechatroniker und Sachverständige, aber auch Polizeibeamtinnen und Polizeibeamte ihren Dienst. Die Spezialisten im Aus- und Einbau von polizeispezifischen Komponenten setzen ihr Fachwissen bei allen Veränderungen an Polizeifahrzeugen ein und realisieren deren technische Umsetzung, auch durch Fremdfirmen. Zudem werden spezielle Polizeifahrzeuge, Unikate und Musterfahrzeuge selbstständig in der eigenen Spezialwerkstatt (so genannte Sonderwerkstatt) gefertigt. Zudem betreibt das HSG 22 eine eigene Zulassungsstelle, in der auch die Zuständigkeit einer technischen Prüfstelle – auch für andere Einheiten wie den Katastrophenschutz – verortet ist.
- 23 – Sonderzuständigkeiten
  - 231 – Schießstandsachverständigenstelle
  - 232 – Bauplanungskoordination
  - 233 – Grundsatz

Das Sachgebiet 231 bildet die Schießstandsachverständigenstelle der hessischen Polizei ab. Diese ist für die technische und bauliche Sicherheit aller landeseigenen und zivilen Schießstätten verantwortlich, soweit diese für das polizeiliche Schießtraining genutzt werden. Im Sachgebiet 232 ist die Bauplanungskoordination verortet. Sie gewährleistet die Koordination zwischen dem Landesbetrieb Bau und Immobilien Hessen (LBIH) und den hessischen Polizeibehörden in allen grundsätzlichen Liegenschaftsangelegenheiten.
- 24 – Waffen und Gerät
  - 241 – Ausrüstung, Schießtraining
  - 242 – Waffenmanagement

Das Hauptsachgebiet 24 ist zuständig für die Beschaffung und Erstellung von Rahmenverträgen in Sachen Waffen, Munition, Zubehör, allgemeine Ausrüstungsgegenstände, kriminaltechnisches Verbrauchsmaterial sowie Foto/Video. Dazu gehören auch Ausschreibungen und am Ende die Prüfung vieler Waren. Bedingt durch die breitgefächerten Themen ergeben sich zu betreuende Warengruppen zahlenmäßig im dreistelligen Bereich. Die Dienststelle stellt auch die Durchführung des Schießtrainings für die gesamte Behörde sicher. Darüber hinaus verfügt das HSG 24 über ein Waffenmanagement, dem beispielsweise auch die Waffenwerkstatt angehört, in der jährlich über 7.100 Dienstwaffen geprüft, gewartet oder repariert werden.

### Abteilung 3 – Polizeiliche Informations- und Kommunikationstechnik
Die Funktion als Servicedienststelle und Fachkompetenzzentrum für die IT-Technik der hessischen Polizei nimmt die Abteilung 3 wahr. Sie deckt in Hessen für die rund 21.000 polizeilichen IT-Anwender mit über 14.000 Standarbeitsplätzen an 220 Standorten die speziellen polizeilichen Bedarfe wie Kommunikation, Vorgangsbearbeitungs-, Auskunfts- und Recherchesysteme ab und stellt in Zusammenarbeit mit der Hessischen Zentrale für Datenverarbeitung (HZD) und weiteren externen Dienstleistern die dafür notwendige IT-Infrastruktur her. Zur Sicherung des Datenschutzes und eines einheitlichen Bundesstandards arbeitet man hierbei in verschiedenen Bund-Länder-Arbeits-/Expertengruppen mit. Fortschreitende Entwicklungen und Neuausrichtung in der IT sowie diesbezügliche umfangreiche digitalstrategische Vorhaben verlangen hierbei immer wieder neue und flexible Lösungen sowie organisatorische Veränderungen, unter anderem durch Etablierung von Projektgruppen und neuen Teamstrukturen. Der Personalkörper der Abteilung 3 besteht zum einen aus Polizeivollzugs- und Verwaltungsbeamten, rekrutiert sich aber auch aufgrund der fachspezifischen Ausrichtung in großen Teilen aus qualifizierten Angestellten und externen Fachkräften.
Die Abteilung 3 gliedert sich derzeit grundsätzlich in die Abteilungsleitung und sieben Hauptsachgebiete mit nachgeordneten Sachgebieten sowie integrierten Projektgruppen:
- 31 – Grundsatz, Gremien, IuK-Strategie
  - 311 – Grundsatz, IuK-Strategie
  - 312 – Landesinformationsmodell-Koordinationsstelle (LIK), Gremien
  - 313 – Projektleitung, Projektkoordination

Das Hauptsachgebiet 31 ist Koordinierungsstelle für die hessische Polizei für diverse strategische Querschnittsaufgaben, untere anderem in Sachen IT-Systemlandschaft und -Prozesse, arbeitet in bundesweiten Gremien mit und hat Leitungs- und Koordinierungsaufgaben für die hier angesiedelten Projektgruppen.
- 32 – Betriebssteuerung Polizei
  - 321 – Betriebsleitung IKT
  - 322 – Servicemanagement

Das Hauptsachgebiet 32 ist für das Incident-, Change- und Problem-Management sowie zentrale Querschnittsaufgaben rund um die Informations- und Kommunikationstechnik verantwortlich und betreibt den Service-Desk. Dieser ist die zentrale Ansprechstelle für alle Fehler- und Störungsmeldungen in Bezug auf die gesamte bei der hessischen Polizei eingesetzte Hard- und Software sowie das Netzwerk.
- 33 – Betriebliche Serviceleistungen
  - 331 – Testzentrum/Callcenter
  - 332 – Zentraler und Regionaler Benutzerservice
  - 333 – Technische Koordination und Protokollauswertung

Das Hauptsachgebiet 33 beinhaltet ein Testzentrum zur Einführung, Durchführung und Optimierung standardisierter Testprozesse, supported den zentralen und regionalen Benutzerservice, stellt alle betrieblichen Serviceleistungen bereit und verwaltet diese und übernimmt die technische Koordination bei IT-Beschaffungsmaßnahmen, Lizenzmanagement und -verwaltung.
- 34 – Auskunfts- und Fallbearbeitungssysteme
  - 341 – Auskunftsdienste
  - 342 – Fallbearbeitung

Das Hauptsachgebiet 34 ist verantwortlich für die zentrale Betreuung aller hessischen Auskunfts-, Recherche- und Fallbearbeitungsverfahren, Planung, Koordination und Umsetzung von IT-Änderungsvorhaben zu bestehenden und neuen IT-Fachverfahren sowie deren Testkoordination und -durchführung.
- 35 – Vorgangsbearbeitungssysteme
  - 351 – Anwendungen/Auswertungen
  - 352 – Basis- und Servicedienste

Das Hauptsachgebiet 35 ist verantwortlich für die zentrale Betreuung aller hessischen Anwendungen bei der Vorgangsbearbeitung, ihrer fachtechnischen Pflege und Weiterentwicklung sowie Pflege und Weiterentwicklung der dazugehörigen elektronischen Formulare und Kataloge.
- 36 – Führungs- und Lagesysteme/Infrastruktur
  - 361 – Client
  - 362 – Führungs- und Lagesysteme
  - 363 – Server und Dienste
  - 364 – Kommunikationsdienste

Das größte Hauptsachgebiet 36 mit rund 35 Mitarbeiterinnen und Mitarbeitern im HPT bildet mit seiner Expertise das Backbone der gesamten polizeilichen IT – in Klein- und Großinstallationen an 220 Dienststellen in Hessen mit bis zu 3.500 Nutzerinnen und Nutzern in einer vernetzten IT-Umgebung vom Client über Server, Verbindungsnetze, Web-Plattformen und Bürokommunikation als Basis für die polizeiliche Softwarelandschaft.
- 37 – Spezielle Anwendungen
  - 371 – IZEMA
  - 372 – eGovernment und spezielle Anwendungen

Das Hauptsachgebiet 37 entwickelt, betreut und implementiert mit Partnern und Dienstleistern unterschiedliche polizeiliche Fachanwendungen und betreut und verantwortet fachtechnisch das Fachverfahren „Integriertes Zeitmanagement“ (IZEMA) zur Arbeitszeiterfassung, Erstellen von Dienstplänen und neuen Diensten, Abrechnung zulagenrelevanter Zeiten, Auswertungen und Statistiken oder Benutzerverwaltungen.

### Abteilung 4 – BOS-Funk Hessen
Die Abteilung 4 des HPT ist die maßgebliche technische und taktisch-operative Entscheidungsinstanz in allen Fragen rund um das Thema Digitalfunk mit insgesamt 146.000 Endgeräten im Netz. Bund und Länder betreiben ein bundesweit einheitliches digitales Sprechfunknetz für alle Behörden und Organisationen mit Sicherheitsaufgaben (BOS). Neben der Polizei zählen zu den BOS insbesondere die Feuerwehren, das Technische Hilfswerk, die Rettungsdienste und die Katastrophenschutzbehörden.
- 41 – Grundsatz, Finanzen
- 42 – Betrieb
  - 421 – Nutzereigenes Management/Einsatzkoordination
  - 422 – Betriebskoordination
- 43 – Technik
  - 431 – FStM, BOS-Funk Außenstellen
  - 432 – Vorhaltende Stelle
  - 433 – Systeme, Endgeräte
  - 434 – Objektfunkversorgung
- 44 – Infrastruktur
  - 441 – Funk- und Festnetzplanung
  - 442 – Standortmanagement

Neben den Aufgaben des Betriebs eines Digitalfunknetzes für den Sprechfunk werden auch die Alarmierungen der Feuerwehren und des Rettungsdienstes über die so genannte Pager-Alarmierung abgebildet. Weiterhin werden derzeit die Sirenen zur Bevölkerungswarnung auf digitale Sirenensteuerempfänger umgerüstet. Für das gut ausgebaute Netz mit einer hohen Netzgüte und -abdeckung mit 99 Prozent der hessischen Landesfläche setzte das HPT von Beginn an auf einen höheren Standard (GAN 2/4 zu GAN 0/2) als andere Bundesländer.

### INNOVATION HUB 110
Der INNOVATION HUB 110 als HPT-Außenstelle mit Sitz in Frankfurt am Main steht für den digitalen Wandel in der hessischen Polizei, indem er bei Entwicklung und Implementierung von Digitalisierungs- und IT-Projekten unterstützt. Hier arbeitet ein rund 30-köpfiges Team an Softwaretools für den täglichen Polizeieinsatz.